# Boca Raton Bowl 2019
Match précédent Match suivant
Le Boca Raton Bowl 2019 est un match de football américain de niveau universitaire joué après la saison régulière de 2019, le 21 décembre 2019 au FAU Stadium de Boca Raton dans l'État de Floride aux États-Unis.
Il s'agit de la 6e édition du Boca Raton Bowl.
Le match met en présence l'équipe des Mustangs de SMU issue de la American Athletic Conference et l'équipe des Owls de Florida Atlantic issue de la Conference USA.
Il débute à 15 h 30 locales et est retransmis à la télévision par ABC .
Sponsorisé par la société Cheribundi (en), le match est officiellement dénommé le Cheribundi Boca Raton Bowl 2019.
SMU gagne le match sur le score de 52 à 28.

## Présentation du match
Il s'agit de la première rencontre entre ces deux équipes.
| Équipes                                                                                      | Conférences | Entraîneurs             | Stats. saison rég. | Classements avant le bowl | Classements avant le bowl | Classements avant le bowl |
| -------------------------------------------------------------------------------------------- | ----------- | ----------------------- | ------------------ | ------------------------- | ------------------------- | ------------------------- |
| Équipes                                                                                      | Conférences | Entraîneurs             | Stats. saison rég. | CFP                       | AP                        | Coaches                   |
| Mustangs de SMU                                                                              | AAC         | Sonny Dykes (en)        | 10 - 2             | NC                        | NC                        | NC                        |
| Owls de Florida Atlantic                                                                     | C-USA       | Glenn Spencer (interim) | 10 - 2             | NC                        | NC                        | NC                        |
| Arbitre : Kyle Olson (Sun Belt) Équipe donnée favorite par les bookmakers : SMU par 4 points |             |                         |                    |                           |                           |                           |

### Mustangs de SMU
Avec un bilan global en saison régulière de 10 victoires et 2 défaites (6-2 en matchs de conférence), SMU est éligible et accepte l'invitation pour participer au Boca Raton Bowl de 2019.
Ils terminent 3e de la West Division de l'American Athletic Conference derrière #17 Memphis et #23 Navy. À l'issue de la saison 2019, ils n'apparaissent pas dans les classements CFP, AP et Coaches.
C'est leur première apparition au Boca Raton Bowl.
| Postes      | Joueurs        | Statistiques                                                      |
| ----------- | -------------- | ----------------------------------------------------------------- |
| Quarterback | Shane Buechele | 280/443 passes réussies pour 3 626 yards, 33 TDs, 9 interceptions |
| Coureur     | Xavier Jones   | 232 courses pour 1 249 yards nets gagnés et 21 TDs                |
| Receveur    | James Proche   | 102 réceptions pour 1 139 yards et 14 TDs                         |

### Owls de Florida Atlantic
Avec un bilan global en saison régulière de 10 victoires et 3 défaites (en matchs de conférence), Florida Atlantic est éligible et accepte l'invitation pour participer au Boca Raton Bowl de 2019.
Ils terminent 1er de la East Division de la Conference USA et remportent ensuite la finale de conférence 49 à 6 contre les Blazers d'UAB. À l'issue de la saison 2019, ils n'apparaissent pas dans les classements CFP, AP et Coaches.
C'este leur 2e participation au Boca Raton Bowl :
| Date             | Saison | Vainqueur                    | Score   | Finaliste        | Résultat |
| ---------------- | ------ | ---------------------------- | ------- | ---------------- | -------- |
| 19 décembre 2017 | 2017   | Florida Atlantic Owls (10-3) | 50 - 03 | Akron Zips (7-6) | V :1 - 0 |

| Postes      | Joueurs          | Statistiques                                                      |
| ----------- | ---------------- | ----------------------------------------------------------------- |
| Quarterback | Chris Robison    | 264/434 passes réussies pour 3 396 yards, 26 TDs, 6 interceptions |
| Coureur     | Malcolm Davidson | 102 courses pour 711 yards nets gagnés et 9 TDs                   |
| Receveur    | Harrison Bryant  | 65 réceptions pour 1 004 yards et 7 TDs                           |

## Résumé du match
Résumé, vidéo et photos sur la page du site francophone The Blue Pennant.
Début du match à 15 h 41, fin à 19 h 18 pour une durée totale de jeu de 03 h 37 min.
Températures de 24 °C, vent de E de 34 km/h, ciel nuageux
| QT            | Temps         | Drive         | Drive         | Drive         | Équipe        | Description de l'action | Score | Score |
| ------------- | ------------- | ------------- | ------------- | ------------- | ------------- | --- | ----- | ----- |
| QT            | Temps         | Jeux          | Yards         | TDP           | Équipe        | Description de l'action | SMU   | FAU   |
| 1             | 03:11         | 13            | 74            | 03:17         | FAU           | TD à la suite d'une course de 1 yard par RB B.J. Emmons + 1 point de conversion par K Vladimir Rivas                                                                     | 0     | 7     |
| 2             | 14:05         | 6             | 29            | 01:04         | SMU           | TD à la suite d'une course de 1 yard par RB Xavier Jones + 1 point de conversion par K Kevin Robledo                                                                     | 7     | 7     |
| 2             | 07:48         | 7             | 57            | 02:07         | FAU           | TD à la suite d'une course de 1 yard par RB James Charles + 1 point de conversion par K Vladimir Rivas                                                                   | 7     | 14    |
| 2             | 02:12         | 14            | 55            | 05:36         | SMU           | TD à la suite d'une course de 1 yard par RB Xavier Jones + 1 point de conversion par K Kevin Robledo                                                                     | 14    | 14    |
| 2             | 01:00         | 7             | 75            | 01:12         | FAU           | TD à la suite d'une course de 15 yards par RB James Charles + 1 point de conversion par K Vladimir Rivas                                                                 | 14    | 21    |
| 2             | 00:36         | 1             | 13            | 00:06         | FAU           | TD de 13 yards par WR Brandon Robinson à la suite d'une réception de passe de QB Chris Robison + 1 point de conversion par K Vladimir Rivas                              | 14    | 28    |
| 3             | 06:23         | 6             | 71            | 02:09         | FAU           | TD de 42 yards par TE John Raine à la suite d'une réception de passe de QB Chris Robison + 1 point de conversion par K Vladimir Rivas                                    | 14    | 35    |
| 3             | 04:05         | 6             | 12            | 02:18         | FAU           | TD à la suite d'un fumble adverse commis lors d'une course par RB Ke'Mon Freeman, recouvert et retourné par LB Rashad Smith + 1 point de conversion par K Vladimir Rivas | 14    | 42    |
| 4             | 13:09         | 8             | 41            | 03:02         | FAU           | FG de 38 yards par K Vladimir Rivas 38 yd FG | 14    | 45    |
| 4             | 10:08         | 7             | 75            | 03:01         | SMU           | TD de 2 yards par TE Ryan Becker à la suite d'une réception de passe de RB Ke'Mon Freeman + 1 point de conversion par K Kevin Robledo                                    | 21    | 45    |
| 4             | 03:17         | 11            | 75            | 06:51         | FAU           | TD de 23 yards par QB Javion Posey à la suite d'une réception de passe de QB Nick Tronti + 1 point de conversion par K Vladimir Rivas                                    | 21    | 52    |
| 4             | 01:01         | 7             | 78            | 02:10         | SMU           | TD de 22 yards par WR James Proche à la suite d'une réception de passe de QB Shane Buechele + 1 point de conversion par K Kevin Robledo                                  | 28    | 52    |
| Score final : | Score final : | Score final : | Score final : | Score final : | Score final : | Score final : | 28    | 52    |

## Statistiques
| Systèmes          | Noms          | Équipes | Postes |
| ----------------- | ------------- | ------- | ------ |
| Attaque           | Chris Robison | FAU     | QB     |
| Défense           | Rashad Smith  | FAU     | LB     |
| Équipes Spéciales | Matt Hayball  | FAU     | P      |

| Statistiques                           | Mustangs de SMU                                       | Owls de Florida Atlantic                              |
| -------------------------------------- | ----------------------------------------------------- | ----------------------------------------------------- |
| 1er down                               | 24                                                    | 30                                                    |
| 1er down à la course                   | 5                                                     | 10                                                    |
| 1er down à la passe                    | 16                                                    | 17                                                    |
| 1er down suite pénalité                | 3                                                     | 3                                                     |
| Conversion de 3e down                  | 6/6                                                   | 5/15                                                  |
| Conversion de 4e down                  | 1/1                                                   | 2/2                                                   |
| Jeux–yards                             | 84 jeux pour 425 yards                                | 83 jeux pour 521 yards                                |
| Yards à la course                      | 34 courses pour 120 yards moyenne de 3.5 yards/course | 44 courses pour 188 yards moyenne de 4.3 yards/course |
| Yards à la passe                       | 305                                                   | 333                                                   |
| Passes : Réussies-Tentées-Interceptées | 28/50 passes complétées, 1 interception               | 29/39 passes complétées, 333 interception             |
| Réussite en zone rouge/chances         | 3/4                                                   | 6/6                                                   |
| TD                                     |                                                       |                                                       |
| Field Goals                            | 0/1                                                   | 1/2                                                   |
| Sacks (Nombre-Yards)                   | 1 pour 3 yards adverses perdus                        | 0/0                                                   |
| Fumbles (Nombre/Perdus)                | 2/1                                                   | 1/1                                                   |
| Pénalités (Nombre/Yards perdus)        | 9 pour 55 yards perdus                                | 5 pour 39 yards perdus                                |
| Temps de possession                    | 28:56                                                 | 31:04                                                 |

| Mustangs de SMU          |                 |                                                                                            |
| Quarterback              | Buechele Shane  | 27/47 passes complétées, 303 yards, 1 interception, 1 TD, 0 sack subi                      |
| Meilleur coureur         | Freeman Ke'Mon  | 15 courses pour 52 yards nets gagnés, 0 TD, moyenne de 3.5 yards/course                    |
| Meilleur receveur        | Granson Kylen   | 7 réceptions pour 93 yards gagnés, 0 TD                                                    |
| Meilleur tackler         | McBryde Richard | 12 tacles dont 5 en solo, ½ TFL (2 yards), ½ sack (2 yards)                                |
| Owls de Florida Atlantic |                 |                                                                                            |
| Quarterback              | Robison Chris   | 27/37 passes complétées, 305 yards, 0 interception, 2 TDs, 1 sack subi                     |
| Meilleur coureur         | Emmons BJ       | 17 courses pour 72 yards nets gagnés, 1 TD, moyenne de 4.2 yards/course                    |
| Meilleur receveur        | Robinson Br.    | 5 réceptions pour 78 yards gagnés, 1 TD                                                    |
| Meilleur tackler         | Smith Rashad    | 11 tacles dont 9 en solo, 1 FR pour 34 yards gagnés et 1 interception pour 22 yards gagnés |